# Nakajima Kikka
Nakajima «Kikka» (яп. 中島 橘花, «Кікка» («Квітка апельсина»)) — проєкт реактивного штурмовика-бомбардувальника Імперського флоту Японії періоду Другої світової війни.

## Історія створення

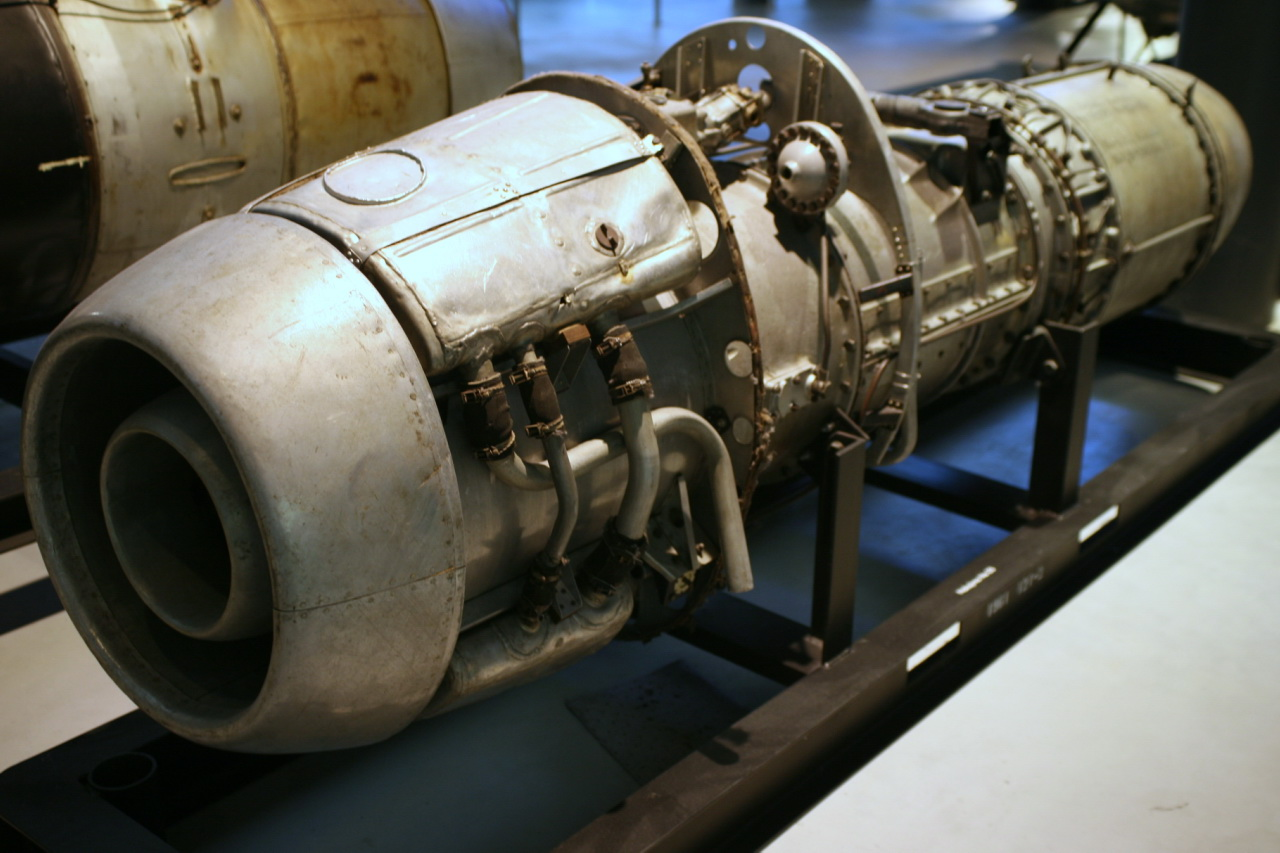
Двигун Ishikawajima Ne-20

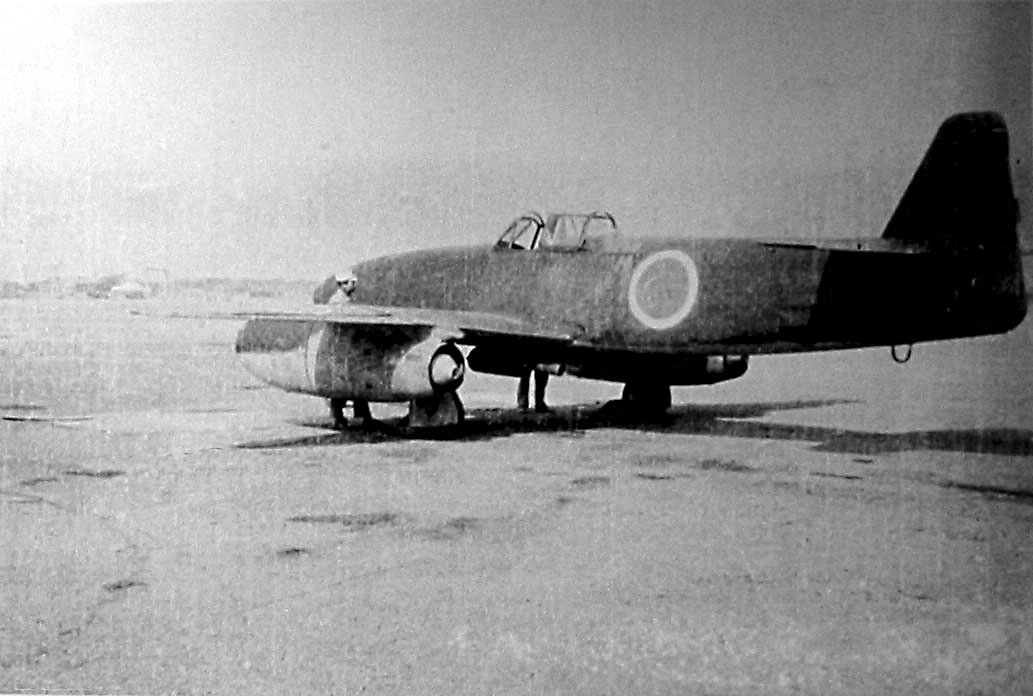
Кікка з стартовими прискорювачами (під фюзеляжем)

Восени 1943 року представники посольства Японії в Берліні ознайомились із новими німецькими реактивними літаками. Презентація вразила японців, і вони розпочали переговори про придбання ліцензії. Переговори завершились успішно лише у березні 1944 року, після зустрічі японської делегації з Гітлером. Японцям була передана технічна документація на планери та двигуни літаків Me 262 та Me 163. Крім того, у Японію у супроводі німецьких спеціалістів мали бути доставлені по одному літаку та по два комплекти запасних частин. Під час доставки два підводні човни були потоплені, але частину документації доставили літаком.
На базі цієї інформації флот замовив фірмі Nakajima розробку одномісного двомоторного винищувача-бомбардувальника за зразком Me 262. Максимальна швидкість мала становити 700 км/г, радіус дії з 500-кг бомбою  мав становити 200 км, з 250-кг бомбою - 275 км. Посадкова швидкість мала становити 150 км/г, а злітна дистанція при використанні стартових прискорювачів - 350 м. Літак мав мати крила, що складались, для розміщення його в укриттях та тунелях. Крім цього літак мав бути максимально простим у виробництві, так як припускалось, що його будуть виготовляти робітники низької кваліфікації.
Літак, спроєктований конструкторами Кенічі Мацумара та Казуо Охно, зовні нагадував  Me 262, але був меншим. Турбореактивні двигуни розміщувались під крилом, що дозволяло використовувати різні двигуни.  
Це було вдалим рішенням, так як розробка запланованих двигунів затягнулась. Спочатку на літак встановили двигуни Ishikawajima Tsu-11, але їх характеристики не задовольнили замовника, і на літак спробували встановити двигуни Ishikawajima Ne-10, а потім Ishikawajima Ne-12. Ці двигуни виявились ненадійними, але посольство Японії в Берліні передало креслення двигуна BMW 003, на їх основі був створений двигун Ishikawajima Ne-20 з тягою 475 кгс. З цими двигунами літак відповідав вимогам технічного завдання, і отримав позначення «Експериментальний штурмовик "Кікка" («Квітка апельсина»)».
Перший прототип був готовий наприкінці червня 1945 року, а перший політ відбувся 7 серпня 1945 року. Літак добре керувався, лише розбіг при старті був задовгим. Другий політ мав відбутись 11 серпня 1945 року з використанням стартових прискорювачів. Проте через їх неправильне встановлення пілот при старті змушений був відключити двигуни. В результаті при гальмуванні літаку не вистачило злітної смуги, він викотився на ґрунт та скапотував. Відновити літак до кінця війни не вдалось.
Побудова другого дослідного візця наближалась до кінця, і почалось виготовлення 18 серійних літаків. Планувалось також виготовлення різних варіантів літака: двомісного навчального літака, розвідника, армійського винищувача-перехоплювача Nakajima Ki-201, а також літака для атак камікадзе. Але 15 серпня 1945 року у зв'язку з капітуляцією Японії всі роботи були зупинені.
Після війни один екземпляр Кікки був доставлений у США, де на авіабазі в Патуксенті був ретельно обстежений та випробуваний.

## Уточнення назви
В літературі і інших джерелах що до цього літака можуть використовуватись різні позначення, зокрема Nakajima J9N, або навіть J9Y, проте історики з національного музею авіації і космонавтики США вважають ці позначення помилковими. Єдиною знайденою японською назвою була 橘花 (Кіцу-ка, читається як Кікка), під цим самим ім'ям літак згадується і в німецьких архівах. Інші літаки, що мали тільки ім'я, зазвичай були призначені для місій камікадзе, можливо тому перші дослідники вирішили присвоїти літаку ще і номер.

## Тактико-технічні характеристики

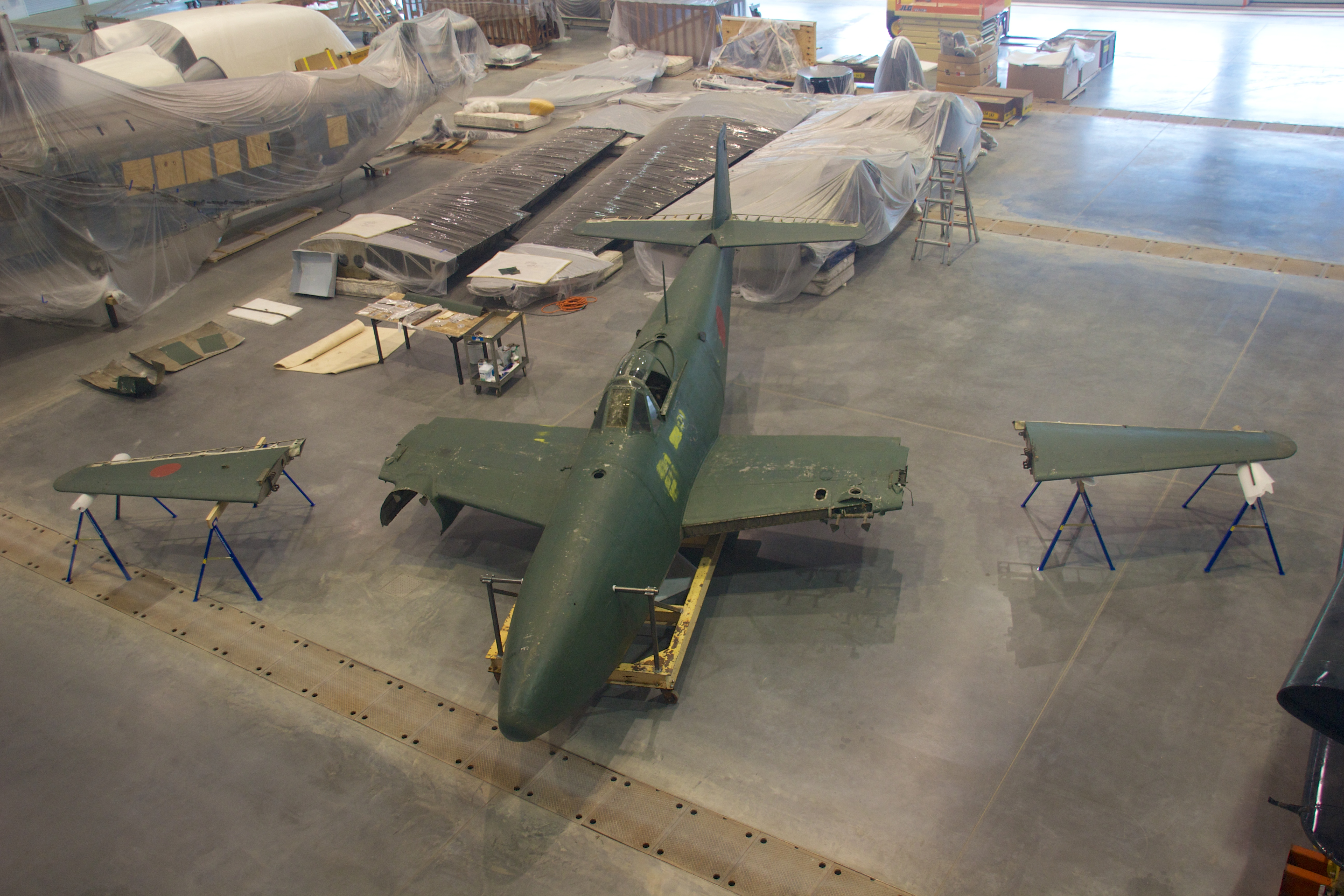

### Технічні характеристики
- Екіпаж: 1 чоловік
- Довжина: 8,125 м
- Висота: 2,95 м
- Розмах крил: 10,00 м
- Площа крил: 13,21 м²
- Маса пустого: 2 300 кг
- Маса спорядженого: 3 950 кг
- Максимальна маса зльоту: 4 088 кг
- Навантаження на крило: 265 кг/м²
- Двигуни:  2 х  Ishikawajima Ne-20
- Потужність: 2 х 4,66 кН

### Льотні характеристики
- Максимальна швидкість: 696 км/год
- Дальність польоту: 1 778 км
- Практична стеля: 12 300 м
- Швидкість підйому: на 10 км - 26 хв.

### Озброєння
- Бомбардувальник:
  - Бомбове: 1 x 500/800 кг
- Винищувач:
  - Гарматне: 2 x 30-мм гармати «Тип 5»